# Атрощенко, Сергей Николаевич
Сергей Николаевич Атрощенко — советский хозяйственный, государственный и политический деятель.

## Биография
Родился в 1913 году в деревне Большие Мехуничи. Член КПСС.
С 1930 года — на хозяйственной, общественной и политической работе. В 1930—1976 гг. — слесарь завода «Гомсельмаш» в Гомеле, мастер, начальник смены, заместитель начальника, начальник отдела подготовки кадров, начальник цеха, парторг ЦК ВКП(б) на заводе им. В. И. Ленина в Молотове/Перми, заместитель директора, парторг ЦК КПСС, директор завода «Баррикады» в городе Сталинград/Волгоград, заместитель директора завода «Пензхиммаш», директор завода «Тяжпромарматура», генеральный директор ПО «Пензтяжпромарматура».
Делегат XIX, XXII и XXIV съездов КПСС.
Умер в Пензе в 1986 году.